# Болехівський Олександр Теодорович
Олександр Теодорович Болехівський (нар. 10 листопада 1925, Ворона, Івано-Франківська область — пом. 26 червня 2011, Рогатин, Івано-Франківська область) — український поет, публіцист і лікар

## Життєпис
Народився в селянській родині 10 листопада 1925 року в селі Ворона Товмацького повіту Станіславівської області (Тепер Коломийського району Івано-Франківської області). Батько Теодор син Олекси впродовж багатьох років був заступником війта села Ворони, в час першої світової війни став політичним в’язнем австрійського концентраційного лагеря Талергоф. Батько помер, коли Олександру було 3 роки, а мати Анна (з дому Кондрат), коли він мав дев’ять з половиною. 
У 1939 після закінчення 7 класу народної школи в рідному селі вступив до Української гімназії в Станиславові, де  його вчив української мови й літератури, а також фізкультури Тарас Франко. В 1940 році поступив до новоствореної Станіславської фельдшерської школи. Під час війни працював на посаді медсестри Центральної міської лікарні в Станіславі. В 1942 році вивезений німцями на примусові роботи на анексовану територію Чехословаччини в село Ґіссгібель, край Ґруліх, Аллергебірге, Остсудетенлянд (Чеська назва – село Олешниці в Орліцкіх горах, Східні Судети) де працював у сільському господарстві. В цей час брав дистанційні уроки по класу скрипки 
В 1943 році вдалося втекти з Німеччини. Вступив до Української Повстанської Армії, де працював фельдшером Підстаршинської школи імені Євгена Коновальця в Карпатах. У сутичці з мадярами 1 серпня 1944 року тяжко поранений розривною кулею в стегно. Дев'ять місяців лікувався в лікарнях Угорщини, Словаччини, Польщі. Ногу хотіли ампутувати, але лікар українець в містечку Новий Санч вирішив зробити неможливе: заборонив ампутацію і працював над розробкою ноги. Навесні 1945 року повернувся додому, а з 1 лютого 1946 року став працювати фельдшером в Єзуполі. У вересні 1946 року поступив на підготовчий відділ Станіславського медичного інституту і на роботу медсестри обласної лікарні.  
За 15 днів до закінчення підготовчого відділу, 15 червня 1947 року, арештований, а 14 лютого 1948 року заочно засуджений «Особим совєщанієм» у Москві на вісім років ув'язнення за участь в УПА. Кару відбував у Красноярському краї та Казахстані, працював фельдшером лагерних лікарень і амбулаторій. Після відбуття строку, в жовтні 1954 року, відправлений під конвоєм на спецвисилку до міста Коркіно Челябінської області, хоч такого покарання в вироку не було. Працював завідувачем Пункту охорони здоров'я Коркінського електровозопаровозовагоноремонтного заводу (ЕПВРЗ). 
У травні 1955 року звільнений. Працював фельдшером в Калуші, Отинії та Івано-Франківську. Закінчив медучилище і медичний інститут з відзнакою. Спеціалізувався по загальній хірургії та урології, працював урологом та хірургом в Рогатинській райлікарні 28 років. Виховав трьох дочок. Мав п`ятьох онуків.
Реабілітований у 1991 після здобуття Незалежності Україною . Був співзасновником Рогатинського братства ОУН-УПА ім. Генерала Романа Шухевича—Тараса Чупринки . 
Помер 26 червня 2011 року від хвороби в місті Рогатин де мешкав довгий час. Похований на Рогатинському цвинтарі.

## Літературна діяльність
Писати вірші почав у тюрмі, вивчав напам'ять, з лагера пересилав на батьківщину через вільнонайманих медичних працівників. 
У 1968 році підписав Лист-протест 139-ти разом з художниками, письменниками, авторитетними вченими . 
Перших два вірші «Світанок» і «Весна» надрукував у Варшаві 1970 року під прізвищем дочки. Все інше друкував у періодичній пресі після відновлення незалежності України у газетах «Голос Опілля», «Повстанець», «Рогатинська земля», «Галицьке слово», «Галичина», «Нова зоря», «Політичний в’язень», у журналі «Дзвіночок». 
Видав збірку «Поезії», спогади «Рута з огороду Кобилянської», в книзі «Скрипторій історичної прози» том 16-ий, Львів, 2000; «Ольга Дучимінська і Рогатинщина» в книзі «Рогатинська земля: історія і сучасність», том 2-ий, Львів, 2001; «Перлина у скарбниці пам’яті» в книзі Ярослав Пащак «Родимий край, село родиме», Київ, Веселка, 2001 та інші.